# Andrzej Nawrocki
Andrzej Mateusz Nawrocki (ur. 21 września 1931 w Łodzi, zm. 25 września 2008 tamże) – polski włókiennik.

## Wykształcenie
Niemal przez cały okres okupacji uczestniczył w tajnym nauczaniu na poziomie szkoły powszechnej i gimnazjum. Po wojnie ukończył XVI Państwowe Gimnazjum Męskie (dawne A. Zimowskiego). W 1950 zdał maturę w VIII Liceum Ogólnokształcące im. Adama Asnyka w Łodzi. W 1956 uzyskał tytuł magistra inżyniera na Wydziale Włókienniczym Politechniki Łódzkiej w specjalności dziewiarza. W 1963 został adiunktem naukowo-badawczym w Instytucie Włókiennictwa w Łodzi. W 1970 uzyskał stopień naukowy doktora nauk technicznych po obronie pracy pt. Wpływ niektórych parametrów struktury przędzy i dzianiny na przepuszczalność pary wodnej przez dzianinę, a w 1973 został docentem.

## Działalność zawodowa i naukowo-badawcza
Kierownik Sekcji Surowcowej w Centralnym Laboratorium Przemysłu Dziewiarskiego i Pończoszniczego w Łodzi (1956–1962) – będąc współtwórcą koncepcji wytwarzania materiałów dla potrzeb medycyny, prowadził prace naukowo-badawcze nad ustaleniem technologii produkcji tych wyrobów.
Zastępca kierownika Zakładu Dziewiarstwa w Instytucie Włókiennictwa w Łodzi (1962–1972) – prowadził prace dotyczące nowych kierunków zastosowania dzianin oraz prace badawcze nad wytwarzaniem materiałów obiciowych, podszewek i taśm elastycznych techniką dziewiarską, a także badania naukowe w zakresie fizjologii wyrobów dzianych. Swoje doświadczenia nabyte w praktyce zawodowej oraz pogłębione w wyniku stałego kontaktu z literaturą techniczną, przekazywał w formie publikacji w czasopismach „Odzież”, „Technik Włókienniczy”, w „Pracach Instytutu Włókiennictwa”, w „Zeszytach Informacyjnych IW”, w Biuletynie Informacyjnym Centralnego Laboratorium Przemysłu Dziewiarskiego i Pończoszniczego oraz w skryptach wydawanych przez NOT. Jest współautorem książki pt. Przerób włókien chemicznych wydanej w 1967 oraz Poradnika Inżyniera-Włókiennictwo wydanego w 1978. W latach 1967–1969 prowadził wykłady w ramach kursów organizowanych przez UNIDO pod auspicjami ONZ dla stypendystów z krajów rozwijających się oraz wykłady organizowane przez NOT.
Zastępca Dyrektora ds. Naukowo-Badawczych w Centralnym Laboratorium Dziewiarstwa (potem "TRICOMED" ), przekształconym następnie w Instytut Technik i Technologii Dziewiarskich „TRICOTEXTIL” (1972–1998) – nadal uczestniczył w pracach badawczych dla potrzeb medycyny, będąc w większości przypadków ich koordynatorem. Ponadto brał udział w pracach związanych z wprowadzaniem nowych surowców i technologii w przemyśle dziewiarskim. Przez szereg lat inicjował nowy kierunek badań zmierzających do wytwarzania techniką dziewiarską, bądź z jej udziałem, wyrobów niekonwencjonalnych, np. ubiorów ochronnych dla motocyklistów, wyrobów dla potrzeb sadownictwa, żeglarstwa itp.
Już na emeryturze kontynuował pracę naukową i badawczą jako samodzielny pracownik naukowy na stanowisku docenta w ww. Instytucie (1998–2007), walcząc jednocześnie z nasilającą się chorobą.

## Dorobek
Autor bądź współautor 29 prac naukowo-badawczych z zakresu dziewiarstwa i medycyny; współautor 3 publikacji książkowych oraz 25 publikacji w czasopismach technicznych. Recenzent 3 prac doktorskich, promotor 15 prac dyplomowych inżynierskich i magisterskich. Współautor 11 patentów i wzorów użytkowych.

## Działalność naukowo-badawcza i społeczna
Będąc stałym członkiem Międzynarodowej Federacji Specjalistów Dziewiarzy, uczestniczył pięciokrotnie w organizowanych przez Federację Kongresach w NRD, Szwajcarii, Bułgarii, na Węgrzech i w Polsce. Był członkiem pięciu Rad Naukowych: w Instytucie Włókiennictwa, w COBR Przemysłu Dziewiarskiego, w COBR Przemysłu Jedwabniczo – Dekoracyjnego, w COBR Przemysłu Odzieżowego oraz w COBR Przemysłu Poligraficznego w Warszawie; członkiem Komisji ds. Specjalizacji Zawodowej Inżynierów w Resorcie Przemysłu Chemicznego i Lekkiego, członkiem Odwoławczej Komisji Dyscyplinarnej działającej przy Ministrze Przemysłu Lekkiego (1975 – 78). Działał jako członek Głównej Komisji Kwalifikacyjnej Rzeczoznawców SWP. Był przewodniczącym Zespołu Technologicznego Dziewiarzy SWP w Łodzi, a następnie wiceprzewodniczący Oddziału Łódzkiego Stowarzyszenia Włókienników Polskich. Współpracował z Politechniką Łódzką.
Pełnił funkcję redaktora działowego Komitetu Redakcyjnego Wydawnictwa ROINTE, był członkiem Rad Programowych „Przeglądu Włókienniczego” i „Technika Włókienniczego” oraz członkiem Komitetu Redakcyjnego „Polimerów w medycynie”.

## Nagrody i odznaczenia
- Nagroda Państwowa (zespołowa) II stopnia w dziedzinie nauki „za udział w opracowaniu technologii i w biologicznej ocenie przydatności materiałów alloplastycznych potrzebnych w chirurgii” (1964)
- Nagroda Państwowa (zespołowa) II stopnia w dziedzinie nauki „za udział w opracowaniu, wytwarzaniu i zastosowaniu materiałów biomedycznych wykonanych techniką dziewiarską” (1986)
- Nagroda Przewodniczącego Komitetu Nauki i Techniki za udział w realizacji pracy: Przepona dziana z włókien syntetycznych dla odsączania wody z podsadzki hydraulicznej w kopalniach (1970)
- Złoty i Srebrny Krzyż Zasługi, Krzyż Kawalerski Orderu Odrodzenia Polski (1989) nadany za działalność naukową, przede wszystkim w odniesieniu do biomateriałów wytwarzanych techniką dziewiarską
- Srebrna (1974) i Złota (1985) Odznaka „Zasłużony Pracownik Przemysłu Lekkiego”, Srebrna Odznaka Honorowa NOT (1979), Srebrna (1974) i Złota (1987) Odznaka Honorowa Stowarzyszenia Włókienników Polskich, Honorowa Odznaka i Nagroda Miasta Łodzi za osiągnięcia w zastosowaniu tworzyw sztucznych w medycynie.

## Życie prywatne
Żonaty (51 lat wspólnego pożycia), dwóch synów, troje wnucząt.